# Jan Gerard Kerkherdere
Jan Gerard Kerkherdere (Hulsberg, 7 november 1677 – Leuven, 16 maart 1738) was een docent Latijn aan het Collegium Trilinguae in Leuven. Leuven lag in de Spaanse Nederlanden, en vanaf 1713, in de Oostenrijkse Nederlanden. Kerkherdere lokte controverse uit over zijn analysen van het Oude Testament. Zijn naam in het Latijn was Ioannes Gerardus Falcoburgensis.

## Levensloop

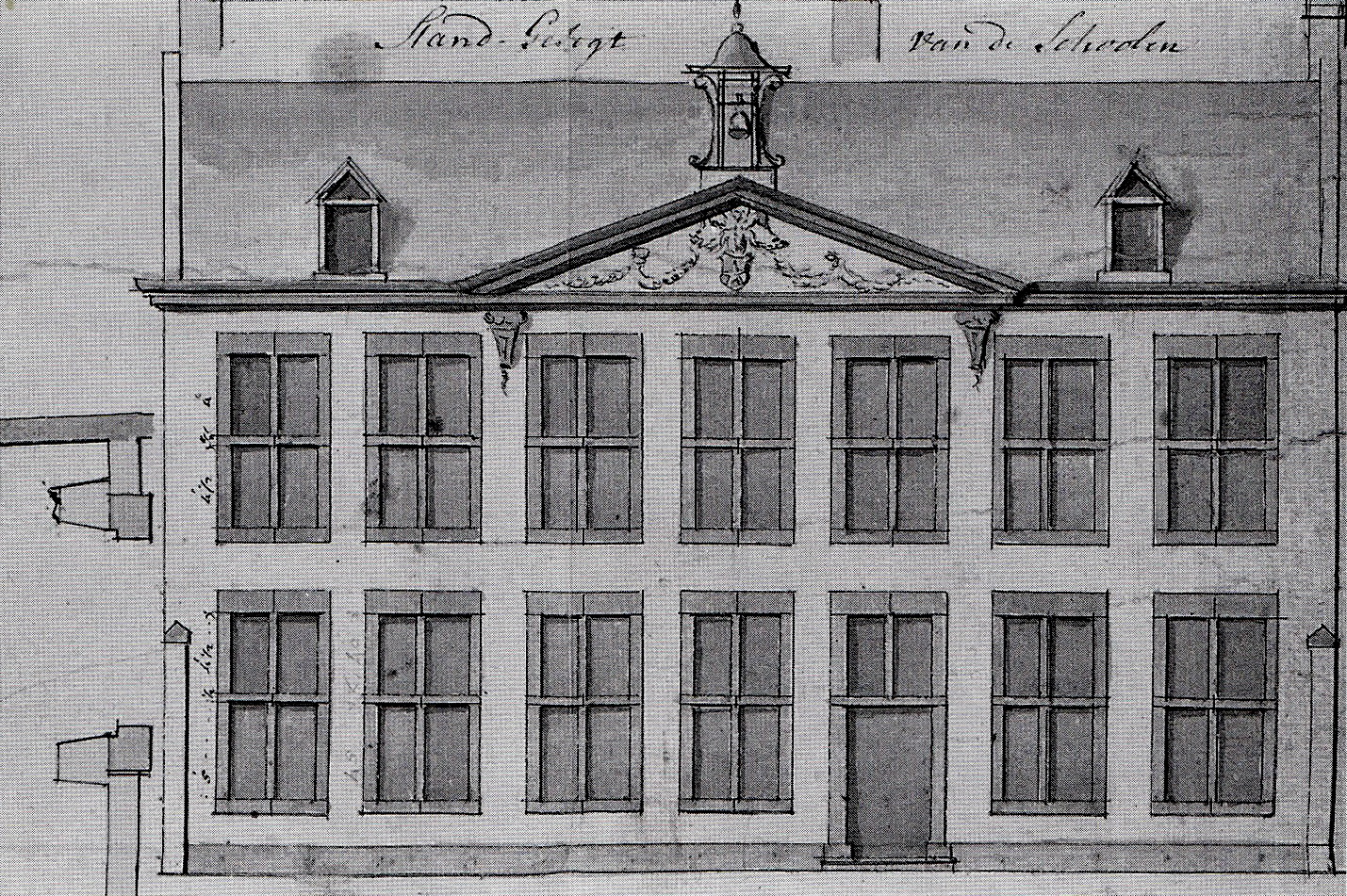
Latijnse school in Maastricht, waar zijn carrière als latinist begon.

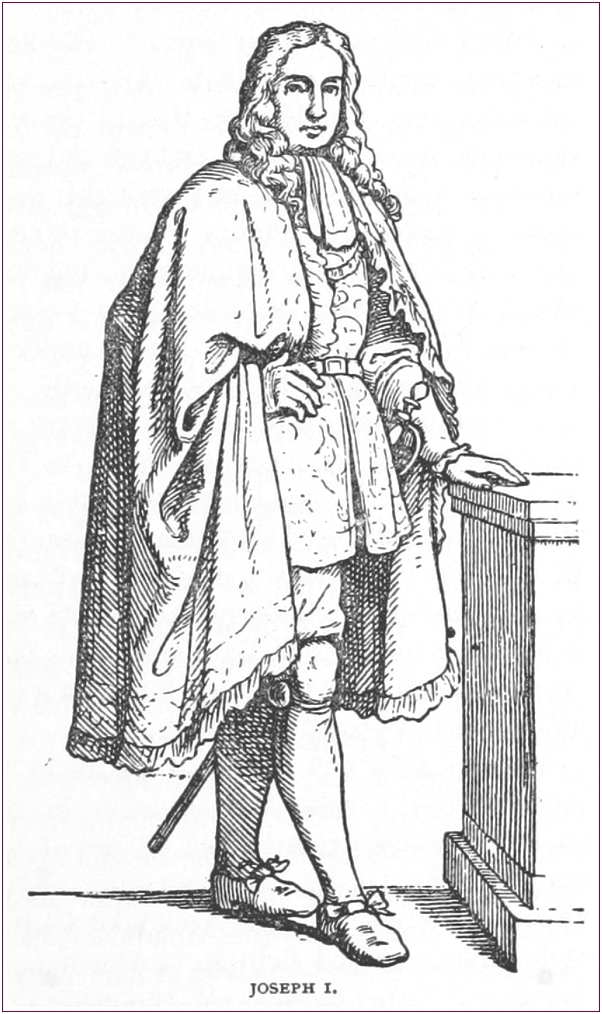
Keizer Jozef I maakte Kerkherdere tot officieel historiograaf.

Kerkherdere werd geboren in Hulsberg, in het hertogdom Limburg, in de streek van Fauquemont. Dit laatste is terug te vinden in zijn Latijnse naam. Foutief wordt zijn geboorteplaats soms aangegeven als Valkenburg of Wijnandsrade. Hij was een zoon van Jan Kerkherdere, schepen van het hof Climen, en van Maria Roebroox. Hij volgde Latijnse school bij de Jezuïeten in Maastricht. In 1694 verhuisde hij naar Leuven, waar hij vrije kunsten studeerde. Kerkherdere was student aan de Pedagogie Het Varken, aan de oude Universiteit van Leuven. Hij studeerde 2 jaar later af als filosoof (1696). Hij studeerde verder klassieke talen alsook de basisjaren theologie, waarna hij zijn diploma behaalde in het jaar 1700.  Hij werd nooit gewijd. Hij sprak vlot Latijn, Grieks en Hebreeuws.
Van 1700 tot zijn dood in 1738 was hij professor Latijn aan het Collegium Trilinguae in Leuven. Tijdens zijn carrière als latinist werd Kerkherdere vaak gevraagd om Latijnse verzen te schrijven voor feestelijkheden en speciale gelegenheden. Zo declameerde hij bij een nieuwe Oostenrijkse gouverneur of een jubileum aan de universiteit. Bekendheid genoot hij door de publicatie van een grammatica van de Latijnse taal. Lezers apprecieerden zijn uitleg over de regels en de uitzonderingen zonder overvloedig voorbeelden te citeren. In 1722 benoemde keizer Jozef I van het Rooms-Duitse Rijk hem tot keizerlijk historiograaf. Kerkherdere kreeg er de lessen geschiedenis bij in het Collegium Trilinguae (Latijn: professor latinae linguae et historiarum).
Als historiograaf publiceerde Kerkherdere over het Oude Testament. Zijn analysen werden niet altijd geapprecieerd, zeker niet wanneer hij deze beschreef als zijn eigen vondsten. Tijdens zijn leven, maar ook na zijn dood, werden sommige van zijn stellingen controversieel, namelijk wanneer hij een relatie zag tussen de burgerlijke geschiedenis en de bijbelboeken.
Kerkherdere huwde in 1719 met Anna Maria Caulants. Hij overleed in Leuven in 1738.

## Werken
Al zijn publicaties waren in het Latijn.
- Grammatica latina in faciliorem methodum redacta additis anomaliarum causis. Leuven, 1e druk in 1706. Met dit jaren uit zijn jonge jaren als docent genoot hij bekendheid in de Zuidelijke Nederlanden.
- Systema apocalypticum. Leuven, 1e druk in 1708. Hier begon zijn onderzoekswerk in het Oude Testament.
- Prodroma Danielicus, sive novi conatus historici critici in celeberrimas difficultates historiae Veteris Testamenti, monarchiarum Asiae et ac praecipue Danielem prophetam. Studie over de profeet Daniel en vorsten in het Nabije Oosten.
- Monarchia Romae paganae, secundum concordiam inter Sanctos Prophetas Danielem et Joannem nunquam hactenus tentatum. Consequens historia a Monarchia conditoribus usque ad Urbis et Imperii ruinam, opus praemissum quatuor monarchiis. Accedit series Historiae Apocalypticae. Leuven, 1e druk 1727. Met dit werk over de relatie tussen het oude Rome en de Bijbel oogstte hij kritieken.
- De situ Paradisi terrestris. Leuven, 1731. Dit werk handelt over de plek van het Aards paradijs.
- Er bestaan meerdere bundelingen van zijn dichtwerken. Eén is hiervan zijn lofzang op de troonsbestijging van keizer Karel VI van het Rooms-Duitse Rijk en daarmee de nieuwe hertog van Brabant (Vrede van Utrecht (1713)): Carolus sextus semper augustus inauguratur dux Brabantiae.[3]

- Biografisch Portaal: 89961823
- Gemeinsame Normdatei: 100177840
- International Standard Name Identifier: 0000 0000 0262 2648
- Nederlandse Thesaurus van Auteursnamen: 081748760
- Virtual International Authority File: 71735495
- WorldCat: E39PBJqBtK48BJ7YrX9Qb43G73